# 金仇道
金仇道（?—?），是朝鮮三國時代新羅的軍人、高級官僚。金閼智的后代。金星漢的玄孙，味鄒尼師今的父亲，奈勿麻立干的祖父。

## 生平

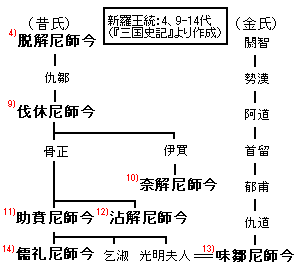
三国史记中的新罗国世系

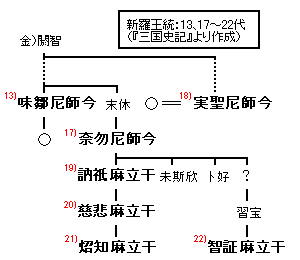
三国史记中的新罗国世系

172年（阿達羅尼師今19年）正月，朴阿達羅以金仇道爲波珍飡、仇須兮爲一吉飡。185年（伐休尼師今2年）二月，昔伐休拜波珍飡仇道一吉飡仇須兮爲左右軍主，伐召文國。188年（伐休尼師今5年）二月，百濟攻新罗母山城，昔伐休命波珍飡仇道，出兵抵抗。第二年七月，金仇道與百濟在狗壤交战，大勝，殺獲敌人首级五百餘颗。190年八月，百濟襲击圓山乡，進圍缶谷城，金仇道率勁騎五百抵抗，百濟兵诈败，金仇道追至蛙山，被百濟击敗，昔伐休以金仇道失策，貶他爲缶谷城主，以薛支爲左軍主。女儿玉帽夫人金氏嫁给昔伐休的儿子骨正葛文王，生下了助賁尼師今。263年（味鄒尼師今2年）二月，金味鄒追封父亲金仇道爲葛文王。

## 家庭

### 曾祖父
- 金阿道，《三国遗事》作金阿都，金星漢（金势汉）之子[1]

### 祖父
- 金首留[1]

### 父
- 金郁輔（金郁甫），《三国遗事》作金郁部[1]

### 妻
- 述禮夫人朴氏，又作生乎夫人，伊柒葛文王之女

### 子女
- 女儿：玉帽夫人金氏
  - 女婿：骨正葛文王
  - 外孙：助賁尼師今，其女光明夫人嫁味鄒尼師今
  - 外孙：沾解尼師今
  - 外孙女：王后昔氏，嫁奈解尼師今
- 子：味鄒尼師今
- 子：金末仇
  - 孙：奈勿麻立干
  - 孙：金大西知